# Jeremy Kleiner
Jeremy Kleiner (1976) è un produttore cinematografico statunitense, famoso per aver prodotto film come 12 anni schiavo, World War Z, Kick-Ass e Moonlight. Ha vinto due Oscar nella categoria "miglior film" per 12 anni schiavo nel 2014 e per Moonlight nel 2017.

## Filmografia
- La vita segreta della signora Lee, regia di Rebecca Miller (2009)
- Mangia prega ama, regia di Ryan Murphy (2010)
- Kick-Ass, regia di Matthew Vaughn (2010)
- World War Z, regia di Marc Forster (2013)
- 12 anni schiavo, regia di Steve McQueen (2013)
- Selma - La strada per la libertà, regia di Ava DuVernay (2014)
- Ressurrection serie TV (2014)
- Nightingale, regia di Elliott Lester (2014)
- Deadbeat serie TV (2014)
- True Story, regia di Rupert Goold (2015)
- La grande scommessa, regia di Adam McKay (2015)
- Fino all'ultima staccata, regia di Mark Neale (2015)
- Civiltà perduta (The Lost City of Z), regia di James Gray (2016)
- The OA serie TV (2016)
- Moonlight, regia di Barry Jenkins (2016)
- Okja, regia di Bong Joon-ho (2017)
- Beautiful Boy, regia di Felix Van Groeningen (2018)
- Se la strada potesse parlare (If Beale Street Could Talk), regia di Barry Jenkins (2018)
- Vice - L'uomo nell'ombra (Vice), regia di Adam McKay (2018)
- The Last Black Man in San Francisco, regia di Joe Talbot (2019)
- Ad Astra, regia di James Gray (2019)
- Il re (The King), regia di David Michôd (2019)
- Kajillionaire - La truffa è di famiglia (Kajillionaire), regia di Miranda July (2020)
- Minari, regia di Lee Isaac Chung (2020)
- Irresistibile (Irresistible), regia di Jon Stewart (2020)
- The Third Day – miniserie TV, 6 puntate (2020)
- La ferrovia sotterranea (The Underground Railroad) – miniserie TV, 10 puntate (2021)
- Outer Range - serie TV, 8 episodi (2022)
- Blonde, regia di Andrew Dominik (2022)
- Anche io (She Said), regia di Maria Schrader (2022)
- Women Talking - Il diritto di scegliere (Women Talking), regia di Sarah Polley (2022)
- Il problema dei 3 corpi (3 Body Problem) - serie TV (2024-in corso)
- Wolfs - Lupi solitari (Wolfs), regia di Jon Watts (2024)
- I ragazzi della Nickel (Nickel Boys), regia di RaMell Ross (2024)
- Mickey 17, regia di Bong Joon-ho (2025)
- F1 - Il film (F1: The Movie), regia di Joseph Kosinski (2025)
- Adolescence, regia di Philip Barantini – miniserie TV (2025)